# Буш, Сабине
Сабине Буш-Аскуи (нем. Sabine Busch-Ascui; род. 21 ноября 1962, Эрфурт) — немецкая легкоатлетка, специалистка по барьерному бегу и спринту. Выступала за сборные ГДР и объединённой Германии в 1982—1991 годах, обладательница бронзовой медали летних Олимпийских игр в Сеуле, трёхкратная чемпионка мира, чемпионка Европы, бывшая рекордсменка мира в беге на 400 метров с барьерами.

## Биография
Сабине Буш родилась 21 ноября 1962 года в Эрфурте, ГДР. Проходила подготовку в местном спортивном клубе «Турбине» под руководством тренера Эберхарда Кёнига.
Впервые заявила о себе на международном уровне в сезоне 1982 года, когда вошла в состав восточногерманской национальной сборной и выступила на чемпионате Европы в Афинах, где стала четвёртой в беге на 400 метров с барьерами и вместе со своими соотечественницами одержала победу в эстафете 4 × 400 метров.
В 1983 году на впервые проводившемся чемпионате мира по лёгкой атлетике в Хельсинки в барьерном беге на 400 метров сумела дойти лишь до стадии полуфиналов, тогда как в эстафете 4 × 400 метров вновь получила золото.
В июне 1984 года на соревнованиях в Эрфурте установила мировой рекорд в эстафете 4 × 400 метров (3:15.92) и показала свой лучший результат в карьере в индивидуальном беге на 400 метров (49,24). Рассматривалась в качестве кандидатки на участие в летних Олимпийских играх в Лос-Анджелесе, но Восточная Германия вместе с несколькими другими странами восточного блока бойкотировала эти соревнования по политическим причинам. По итогам сезона награждена орденом «За заслуги перед Отечеством» в золоте.
В 1985 году выиграла 400-метровую дистанцию на чемпионате Европы в помещении в Пирее, в барьерном беге была лучшей на Кубке Европы в Москве и на Кубке мира в Канберре, в то время как на турнире в Берлине установила мировой рекорд — 53,55.
В 1986 году победила в беге на 400 метров на чемпионате Европы в помещении в Мадриде. На чемпионате Европы в Штутгарте стала серебряной призёркой в беге на 400 метров с барьерами, уступив советской бегунье Марине Степановой, которая превзошла здесь её мировой рекорд, и завоевала золото в эстафете 4 × 400 метров. За эти выдающиеся достижения была удостоена серебряной Звезды дружбы народов.
В 1987 году добавила в послужной список золотую награду, полученную в беге на 400 метров на чемпионате мира в помещении в Индианаполисе. На чемпионате мира в Риме дважды поднималась на верхнюю ступень пьедестала почёта, была лучшей в барьерном беге и в эстафете. Также в этом сезоне заняла первое место на Кубке Европы в Праге, а на соревнованиях в Потсдаме установила национальный рекорд ГДР — 53,24.
Благодаря череде удачных выступлений удостоилась права защищать честь страны на Олимпийских играх 1988 года в Сеуле. В барьерном беге на 400 метров финишировала в финале четвёртой, проиграв борьбу за бронзу своей соотечественнице Эллен Фидлер, при этом в эстафете 4 × 400 метров выиграла бронзовую олимпийскую медаль.
После объединения Германии в 1991 году Буш ещё в течение некоторого времени оставалась действующей спортсменкой и продолжала принимать участие в крупнейших международных стартах. Так, в этом сезоне она стала второй в эстафете 4 × 400 метров на домашнем Кубке Европы во Франкфурте, дошла до полуфинала в беге на 400 метров с барьерами на чемпионате мира 1991 года в Токио.
Впоследствии работала в Министерстве социального обеспечения и здравоохранения Тюрингии в Эрфурте.
Когда после воссоединения Германии были рассекречены документы, связанные с государственной допинговой программой в ГДР, имя Буш обнаружилось в числе спортсменов, принимавших участие в этой программе. Сама спортсменка косвенно подтвердила систематическое применение допинга в стране, допустив, что некоторые из её результатов могли быть показаны под действием запрещённых веществ.